# Rudnja (Oblast' di Volgograd)
Rudnja (in lingua russa Рудня) è un villaggio operaio (rabočij posëlok) dell'oblast' di Volgograd, in Russia, capoluogo del Rudnjanskij rajon. 
Si trova sul fiume Tersa, 347 km a nord di Volgograd.